# Tekla (obwód wołyński)
Tekla (ukr. Те́кля) – wieś na Ukrainie w rejonie kowelskim, obwodu wołyńskiego. Liczy 719 mieszkańców.
Do 2020 w rejonie starowyżewskim.